# Ryukyupercis gushikeni
Ryukyupercis gushikeni är en fiskart som först beskrevs av Yoshino, 1975.  Ryukyupercis gushikeni ingår i släktet Ryukyupercis och familjen Pinguipedidae. Inga underarter finns listade i Catalogue of Life.